# Ireneusz Kowalski
Ireneusz Kowalski (ur. 17 marca 1979 we Wrocławiu) – polski piłkarz grający na pozycji pomocnika.

## Życiorys
Jest wychowankiem Parasola Wrocław, skąd na początku 1996 roku przeszedł do Śląska. Przez pierwsze pół roku pobytu w klubie nie grał w I lidze. Zadebiutował w niej 27 lipca 1996 roku w meczu z ŁKS-em Łódź. W 1999 roku przeszedł na wypożyczenie do Zagłębia Lubin. Po zakończeniu wypożyczenia wrócił do Śląska, lecz jeszcze w trakcie trwania rundy jesiennej został wykupiony przez Zagłębie. W barwach Śląska w I lidze zagrał 18 meczów. W barwach lubińskiego zespołu grał aż do 2004 roku. W koszulce Zagłębia rozegrał 94 mecze i strzelił 9 goli. Warto zaznaczyć, że tylko w Zagłębiu strzelał gole w I lidze. Po grze w zespole z Lubina przyszedł czas na występy w Legii Warszawa, lecz tego okresu Ireneusz nie mógł zaliczyć do udanych – w ciągu całego sezonu zagrał tylko 12 meczów, na dodatek żadnego nie zagrał w całości. Po nieudanym epizodzie w Warszawie przeszedł do Odry Wodzisław. Zagrał tam 26 meczów. Przed obecnym sezonem pozyskał go ŁKS Łódź, gdzie zagrał w 12 meczach. 16 stycznia 2007 roku podpisał kontrakt z Wisłą Płock. Przed sezonem 2009/2010 podpisał kontrakt z Polonią Bytom. Po rundzie jesiennej sezonu 2009/2010 rozwiązał kontrakt z Polonią Bytom.